# Alonso García de Ramón
Alonso García de Ramón (Cuenca, 1552 circa – 5 agosto 1610) è stato un militare spagnolo e due volte Governatore Reale del Cile; la prima volta dal luglio 1600 al febbraio 1601, e la seconda dal marzo 1605 all'agosto 1610.

## Biografia
Servì l'esercito spagnolo a Granada, in Italia, in Sicilia, dove esibì il grado di cabo de escuadra, e nelle Fiandre come sergente. Partecipò alla battaglia navale di Lepanto, all'assedio di Navarino (1572), alla battaglia di La Goletta ed a quella di Tunisi nel 1573, ed alla battaglia di los Querquenes (1576). Fu presente all'Assedio di Maastricht e fu il primo a scalare le mura. Per questa azione guadagnò due medaglie, e Alessandro Farnese, duca di Parma, lo ricompensò con dodici ducati.
Nel 1606 le forze spagnole di Garcia Ramon combatterono contro l'esercito Mapuche guidato dai caciques Ainavilu, Anganamen, Pelantaru e Longoñongo nella battaglia di Boroa. Circa 500 spagnoli sconfissero 6000 Mapuche.